# Ettore Arena
Ettore Arena (Catanzaro, 17 gennaio 1923 – Roma, 2 febbraio 1944) è stato un partigiano italiano.
In servizio come allievo elettricista nella Marina militare, si trovava a Venezia al momento dell'armistizio di Cassibile. Sfuggito alla cattura da parte dei tedeschi, riuscì fortunosamente a giungere a Roma, dove risiedevano i suoi famigliari. Nella capitale, prese parte alla resistenza armata militando, sin dall'ottobre 1943, nelle file del movimento Bandiera Rossa. Nel dicembre dello stesso anno, Arena fu arrestato con altri membri della sua formazione e un mese dopo fu processato da un tribunale di guerra tedesco. Condannato a morte con altri coimputati, il giovane fu fucilato con loro a Forte Bravetta.